# Klein krentenbrijkorstje
Het klein krentenbrijkorstje (Cristinia helvetica) is een schimmel behorend tot de familie Stephanosporaceae. Hij leeft saprotroof op loofhout, hout van Juniperus en half verbrand hout in verschillende biotopen.

## Kenmerken

### Uiterlijke kenmerken
De vruchtlichamen zijn spreidend, netvormig, vlokvormig tot korrelig, krimpen tijdens het drogen, poreus, losjes vastgemaakt en met een zachte consistentie. Oppervlak witachtig tot okerkleurig aan de randen, subiculum vaak met dunne okerkleurige rhizomorfen. Het hymenium is vlokkig tot korrelig, rand onbepaald tot onregelmatig vezelig.

### Microscopische kenmerken
Het heeft een monomitisch hyfensysteem. De hyfen zijn 2-7 µm breed, met randen aan alle septa. In sommige exemplaren verschillen sommige hyfencellen, gezien in fasecontrast, duidelijk van andere in termen van hun brekingsprotoplasmatische inhoud (ze zien eruit als gleocystidia, bijvoorbeeld Hypochnicium). De eerste delen van de hyfen zijn dicht verstrengeld tot koorden, vergelijkbaar met de rhizomorfen aan de rand van het vruchtlichaam. In deze koorden komen vaak anastomosen voor tussen de hyfen. De consistentie is zacht en los (zoals Trechispora). De basidia zijn knotsvormig tot cilindrisch, met guttules in het protoplasma, met een basale overgang en gewoonlijk met vier sterigmata en meten 15–25 × 5–7 µm. Cystidia zijn niet aanwezig. De sporen zijn omgekeerd eirond tot bolvormig, met een kleine top, dikwandig en sterk cyaanfiel en meten 3,5–4,5 (–5) × 3–4 µm. Jonge sporen hebben meestal één guttule.

## Vergelijkbare soorten
Het is een uniforme en homogene soort die doorgaans zonder problemen wordt herkend. In een van de collecties bevonden zich abnormaal ontwikkelde basidia met een overwicht van 1-2 sterigma. Sommige basidia zijn langwerpig en smal aan de top en lijken op cystidiolen. De sporen variëren in grootte (tot 6 µm), afhankelijk van het aantal sterigma. Cristinia filia is vergelijkbaar, maar heeft dextrinoïde sporen en ampelachtige hyfen.

## Verspreiding
Hij komt voor in Noord-Amerika, Europa, Afrika en Azië. De meeste waarnemingen komen uit in Europa. De schimmel komt voor in het hele gebied, van de Middellandse Zee tot de noordelijke rand van het Scandinavische schiereiland.
In Nederland komt het klein Krentenbrijkorstje matig algemeen voor. 

## Foto's

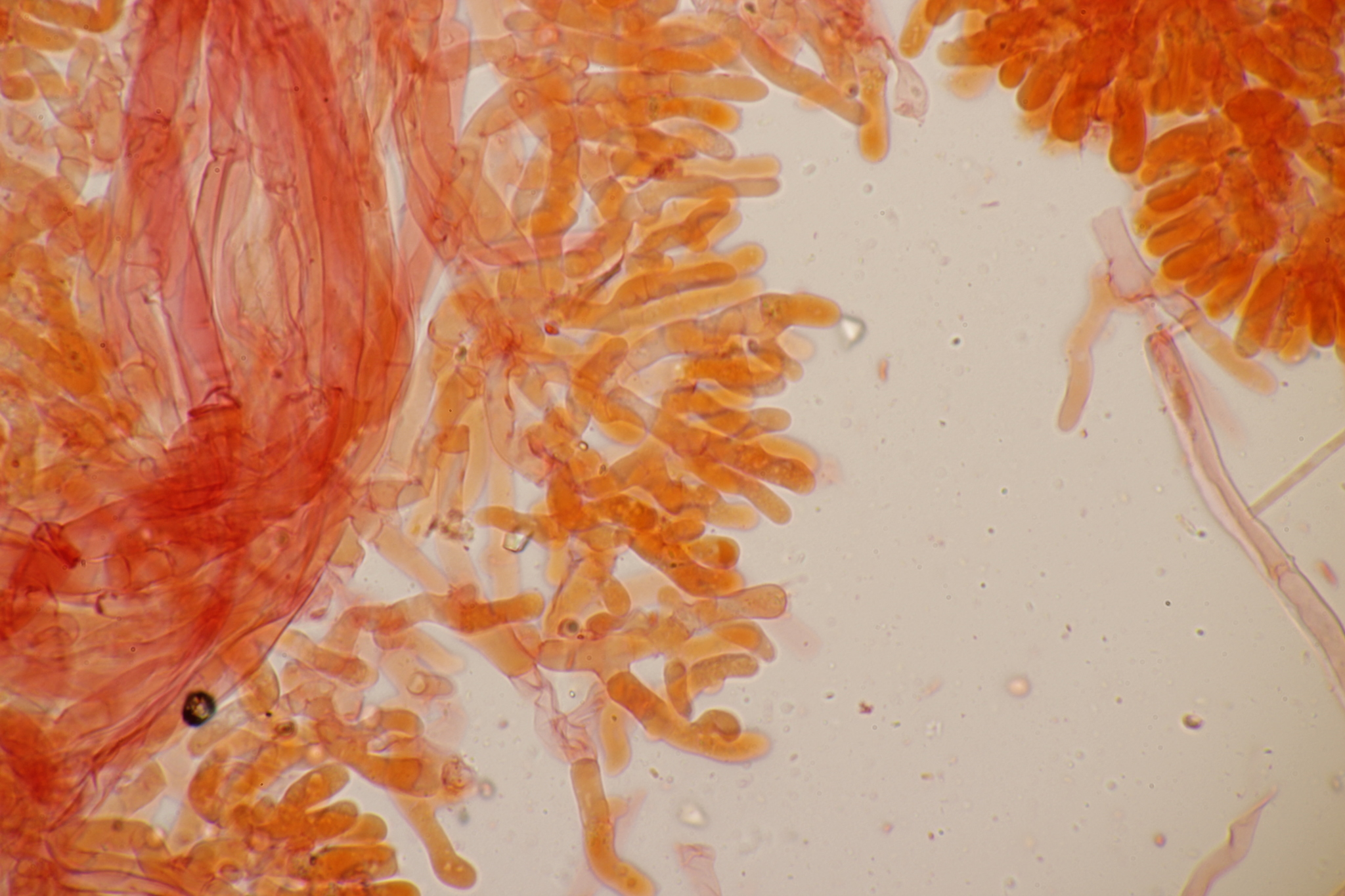
Basidia in congorood
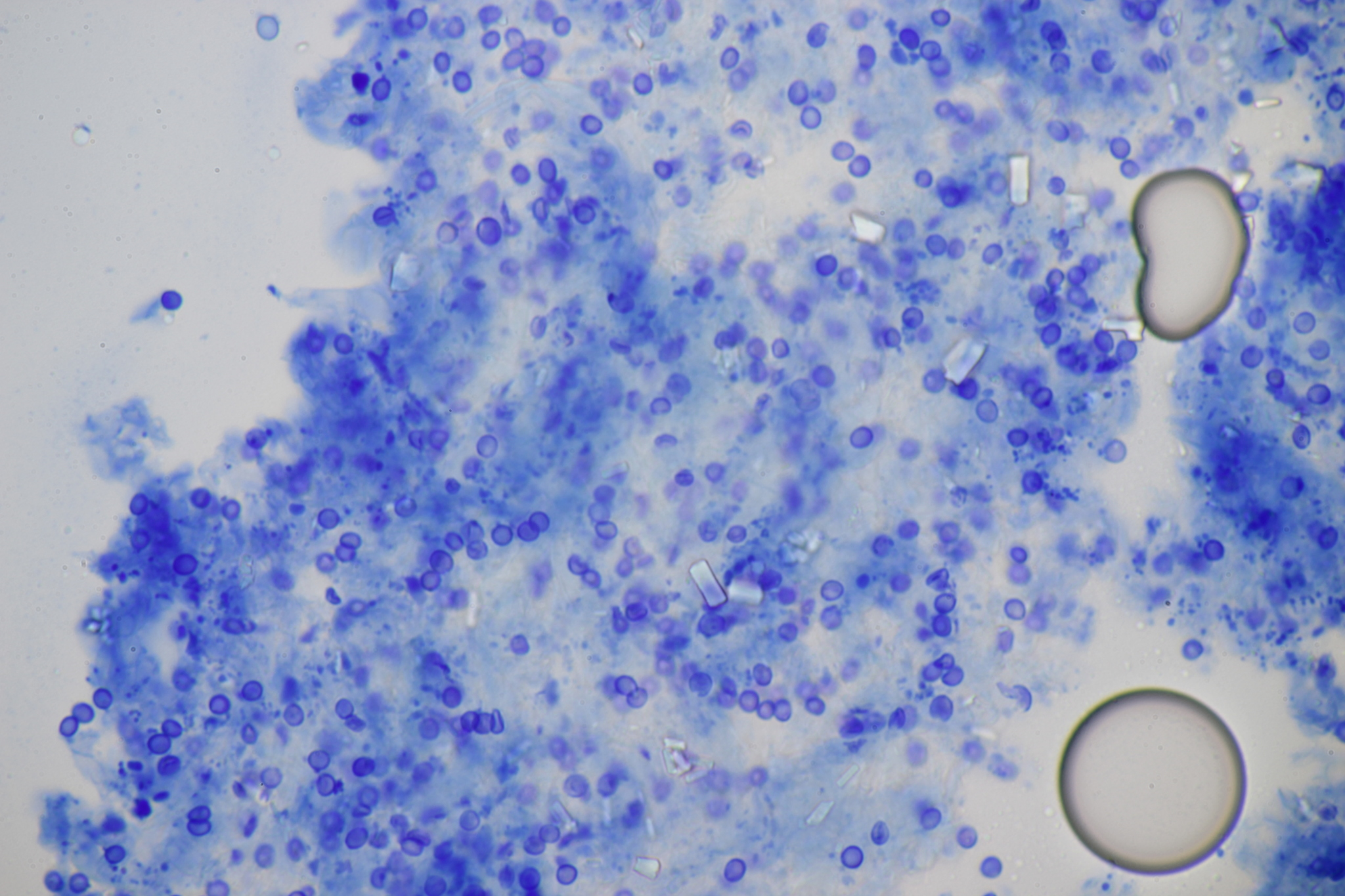
Sporen in katoenblauw
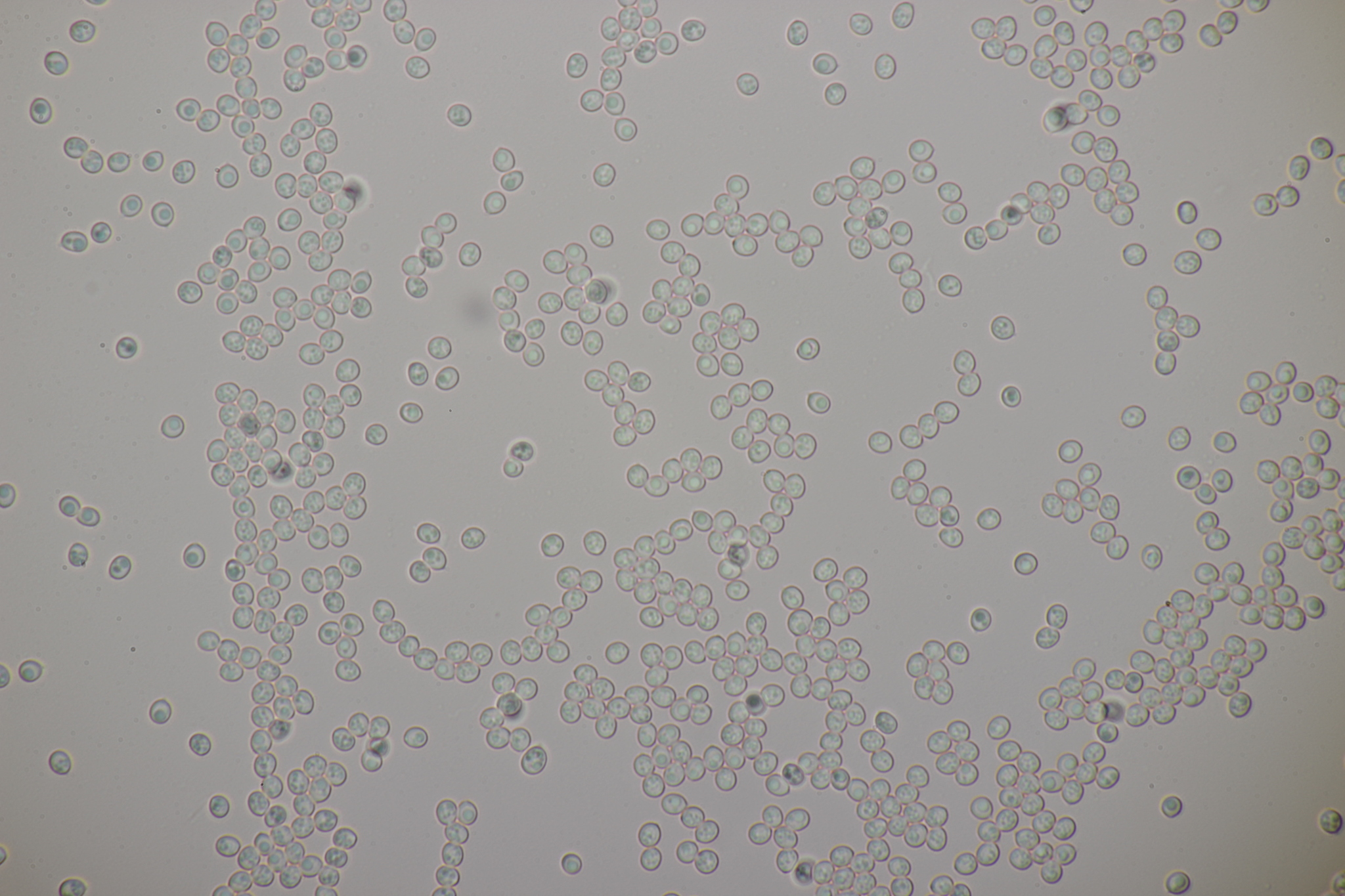
Sporen